# Поніл
Поні́л (рос. Понил) — селище у складі Івдельського міського округу Свердловської області.
Населення — 11 осіб (2010, 55 у 2002).
Національний склад населення станом на 2002 рік: росіяни — 93 %.
Стара назва — Понільського Лісзага.